# Гарін Юрій Павлович
Юрій Павлович Гарін (15 серпня 1945, село Ситьково, тепер Юр'євецького району Івановської області, Російська Федерація) — радянський діяч, голова правління колгоспу «Шлях до комунізму» Пищузького району Костромської області. Член ЦК КПРС у 1990—1991 роках.

## Життєпис
У 1962—1964 роках — студент Костромського сільськогосподарського інституту.
З 1964 по 1967 рік служив у Радянській армії.
У 1967—1968 роках — робітник Юр'євецького деревообробного комбінату Івановської області.
У 1968—1971 роках — знову студент Костромського сільськогосподарського інституту «Караваєво».
З 1971 року — голова правління колгоспу «Шлях до комунізму» Пищузького району Костромської області.
Член КПРС з 1972 року.
Подальша доля невідома.